# Orkanen Lena
Orkanen Lena alternativt Stormen Lena, var en orkan som drabbade södra och mellersta Sverige i oktober 1967. Vindhastigheter upp till 40 meter per sekund uppmättes och enligt skogsbolagen förstörde den motsvarande fem årsavverkningar.